# Dicranopselaphus testaceicornis
Dicranopselaphus testaceicornis is een keversoort uit de familie keikevers (Psephenidae). De wetenschappelijke naam van de soort werd in 1923 gepubliceerd door Maurice Pic.